# T.S.T
T.S.T var ett punkband från Västerås. Bandets första singel var Väktarnas värld och efter den gav bandet ut några album med engelska texter. Bandet hade bland annat en fanclub i Kanada.[källa behövs]
Gitarristen Jarmo Mäkkeli är idag sångare och gitarrist i bandet Psychopunch och basisten Nandor Hegedüs spelar i Revlon 9.

## Medlemmar

### Originalmedlemmar
- Nandor Hegedüs, bas och sång
- Jarmo Mäkkeli, gitarr och sång
- Karri Mäkkeli, trummor

### Övriga medlemmar
- Richard "Kutyi" Kirschner, trummor
- Ulf Norström, trummor
- Catta Ferman, synthesizer
- Göran, gitarr

## Diskografi

### Album
- Väktarnas värld (EP; 1981)
- TST (LP; 1982)
- No teenage future (LP; 1982)
- Sweden TST (maxisingel; 1984)

### Medverkan på samlingsalbum
- Varning för punk,  1997 (Väktarnas värld, Third world war och No government)
- Vägra Raggarna Benzin vol. 2, 1998 (Väktarnas värld)
- Best of TST (CD)

### Bootlegalbum
- Let's start a riot in Sweden (CD)
- Bloodstains across Sweden Vol 3: Innocent (LP)